# Raoul Auernheimer

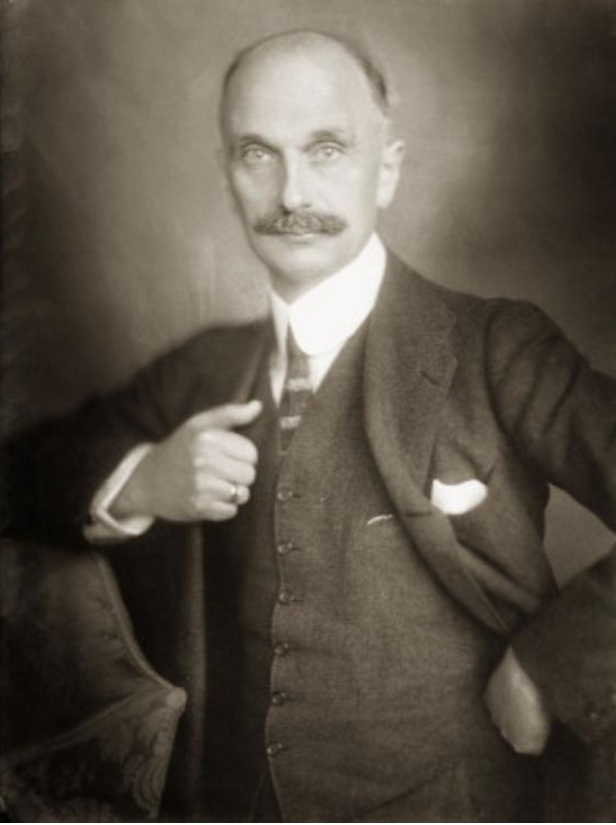
Raoul Auernheimer

Raoul Auernheimer (geboren 15. April 1876 in Wien, Österreich-Ungarn; gestorben 6. Jänner 1948 in Oakland, Kalifornien, USA) war ein österreichischer Jurist, Journalist und Schriftsteller aus der Blütezeit des Wiener Feuilletons.

## Leben und Werk

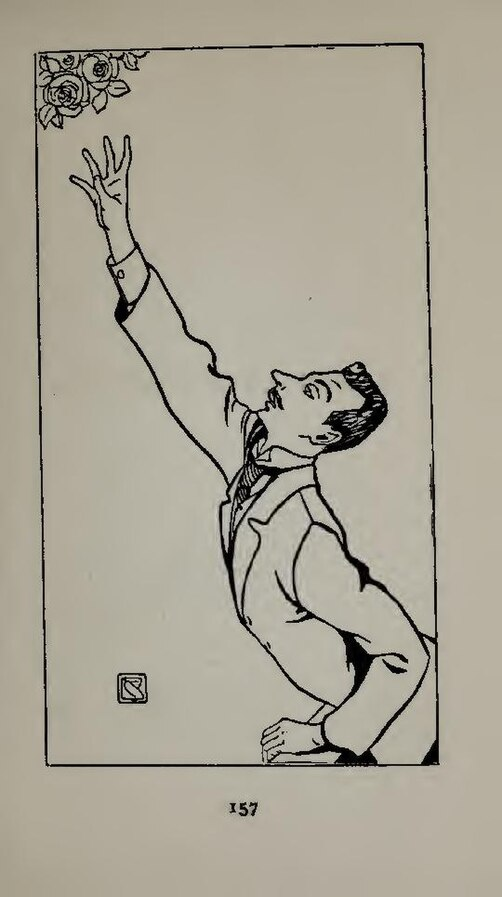
Bertha Czegka (1902)

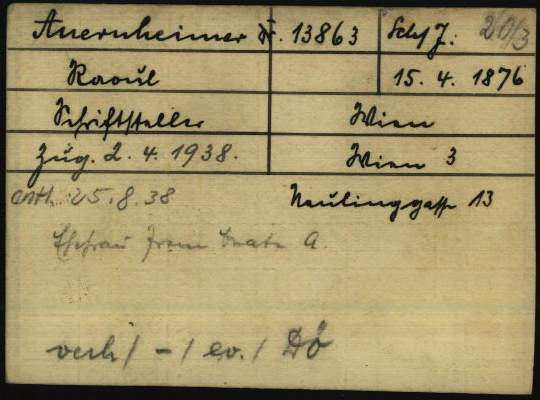
Registrierungskarte von Raoul Auernheimer als Gefangener im nationalsozialistischen Konzentrationslager Dachau

Er kam als Sohn des deutschen Kaufmanns Johann Wilhelm Auernheimer und dessen ungarischer Ehefrau Charlotte (Jenny) Büchler zur Welt. Nach Abschluss eines Jurastudiums arbeitete er zunächst als Gerichtsassessor an einem Wiener Gericht. 1906 heiratete er Irene Guttmann (geb. 6. März 1880 in Budapest, gestorben 1967), mit der er eine Tochter bekam. Als Großcousin des kurz zuvor verstorbenen Theodor Herzl wurde ihm noch im selben Jahr eine Stelle als Redakteur der Neuen Freien Presse angeboten. Er bekleidete sie bis 1933, war er doch binnen kurzer Zeit zu einem angesehenen Feuilletonisten und Kritiker geworden. Nebenbei debütierte er auch mit Dramen – zumeist Lustspielen – und Erzählungen, allerdings ohne den „Durchbruch“ zu schaffen. Er verkehrte in Wien in Kreisen von Hugo von Hofmannsthal, Stefan Zweig, Jakob Wassermann und Arthur Schnitzler. Der Letztere urteilt über ein Werk: „Fein, fleißig, aber doch schmächtig“. Ab 1923 wurde Auernheimer zunächst Präsident, dann Vizepräsident des österreichischen PEN-Clubs. Zudem war er Mitglied des Journalisten- und Schriftstellervereins Concordia. Obwohl er weder ein reicher noch ein „bolschewistisch“ gestimmter Jude war, wurde Auernheimer im März 1938 verhaftet und im Prominententransport von Wien ins Konzentrationslager nach Dachau deportiert. Bald darauf intervenierte der Generalkonsul der USA, Raymund Geist, aufgrund einer Bittschrift des Schriftstellers Emil Ludwig gegen Auernheimers Verschleppung. Ende 1938 freigelassen, konnte Auernheimer Anfang 1939 mit seiner Familie über Venedig nach New York emigrieren. Er starb 1948 im Alter von 71 Jahren in Oakland, Kalifornien.
1960 wurde die Wiener Auernheimergasse (im 22. Bezirk) nach ihm benannt.
Sein Nachlass findet sich teilweise in der Wienbibliothek im Rathaus, an der Universität Riverside in Kalifornien und im Familienbesitz. Die einzige lebende Enkelin hat diesen Teil wiederum dem Wiener Thomas-Sessler-Verlag zur Verwertung überantwortet.
Für Alfred Zohner stand der „unechte“ Wiener gleichwohl ganz „im Banne des Traditionalismus“; die treffendste Bezeichnung für sein Schaffen sei liebenswürdig. Seine Stärke als Autor habe auf dem Gebiet der Novelle und der Komödie gelegen.

## Werke
- Talent, Lustspiel, 1899
- Rosen, die wir nicht erreichen, Novellen und Skizzen, 1901
- Renée. Sieben Capitel eines Frauenlebens, 1902
- Lebemänner, Novelle, 1903
- Die Verliebten, Novellen und Skizzen, 1904
- Die große Leidenschaft, Lustspiel, 1904
- Die Dame mit der Maske, Dialoge, 1905
- Die ängstliche Dodo, Novellen, 1907
- Die man nicht heiratet, Novellen, 1908
- Die glücklichste Zeit, Lustspiel, 1909
- Der gußeiserne Herrgott, Novellen, 1911
- Das Paar nach der Mode, Lustspiel, 1913
- Laurenz Hallers Praterfahrt, Erzählung, 1913
- Die verbündeten Mächte, Lustspiel, 1915
- Herzen in Schwebe. Novellen, 1916
- Das wahre Gesicht, Novellen, 1916
- Der Geheimniskrämer, Erzählung, 1918
- Das ältere Wien, Essay, 1919
- Maskenball. Novelle im Kostüm, 1920
- Das Kapital, Roman, 1923
- Casanova in Wien, Lustspiel, 1924
- Josef-Kainz-Gedenkbuch, Wien 1924
- Die linke und die rechte Hand, Roman, 1927 (Wiederauflage: Graz 1985)
- Die Wienerin im Spiegel der Jahrhunderte (Hrsg. und Vorwort), 1927
- Die Feuerglocke, Lustspiel, 1929
- Evarist und Leander, Erzählung, 1931
- Geist und Gemeinschaft, Reden, 1932
- Der gefährliche Augenblick. Abenteuer und Verwandlungen, Erzählungen, 1932
- Gottlieb Weniger dient der Gerechtigkeit, Roman, 1934
- Wien. Bild und Schicksal, 1938
- Metternich. Staatsmann und Kavalier, 1947 (Wiederauflagen: Wien 1973, München 1977, 1981) ISBN 9783453550339
- Franz Grillparzer. Der Dichter Österreichs, 1948 (Wiederauflage: Wien/München 1972)
- Das Wirtshaus zur verlorenen Zeit, Autobiographie, 1948
- Wiener Klatsch: sechs Einakter, Wien/München 1974
- Aus unserer verlorenen Zeit. Autobiographische Notizen 1890–1938 (mit einem Nachwort von Patricia Ann Andres), Wien 2004 ISBN 978-3854851066
- Erzählen heißt, der Wahrheit verschworen sein. Kommentierte Edition (Patricia Ann Andres) der deutsch- und englischsprachigen Fassung des bisher unveröffentlichten KZ-Berichts „Die Zeit im Lager – Through Work to Freedom“, Frankfurt/Main – Berlin 2010 ISBN 978-3-631-58824-6